# Juliusz Sakowski
Juliusz Sakowski, właśc. Julian Saydenbaytel (ur. 22 maja 1905 w Warszawie, zm. 11 maja 1977 w Londynie) – polski dyplomata, po II wojnie światowej wydawca, felietonista i eseista.

## Życiorys
Ukończył Gimnazjum im. J. Lelewela w Warszawie (1921) oraz prawo na Uniwersytecie Warszawskim (1926). Po studiach został pracownikiem Ministerstwa Spraw Zagranicznych. Od 1930 współpracował z Wiadomościami Literackim. W 1935 został konsulem w Marsylii, w 1937 sekretarzem poselstwa polskiego w Hiszpanii (z siedzibą w Walencji). Od 1938 ponownie pracował w centrali MSZ w Warszawie. W 1940 został sekretarzem generalnym Ministerstwa Informacji i Dokumentacji Rządu RP na uchodźstwie.
Po II wojnie światowej pozostał w Londynie, współpracował z Wiadomościami, dla których pisał najpierw pod pseudonimem Collector, następnie pod własnym nazwiskiem. Redagował rubryki Miscellanea (1948–1951), Notatki francuskie (1949–1951, W oczach Zachodu (1952–1962). Miał także stały felieton w Dzienniku Polskim i Dzienniku Żołnierza. W 1959 został dyrektorem wydawnictwa wydającego Dziennik Polski, był także kierownikiem działu wydawniczego Polskiej Fundacji Kulturalnej oraz prezesem Trustu Księgarni Polskiej w Paryżu. Od 1961 był członkiem jury nagrody literackiej Wiadomości.
Opublikował tomy szkiców Asy i damy. Portrety z pamięci (1962), Dawne i nowe lata (1970), Wety i odwety (1976) oraz wiele artykułów w antologiach i książkach wspomnieniowych (m.in. Conrad żywy (1957), XXX-lecie Wiadomości (1957), Wyspiański żywy (1957), Pamięci Jana Lechonia (1958), W obronie prawdy historycznej. Głosy i opinie o książce „Lewa wolna” (1966), „Przebity światłem”. Pożegnanie z Kazimierzem Wierzyńskim (1969), Generał Anders. Życie i chwała (1970), Książka o Grydzewskim. Szkice i wspomnienia (1971), Gombrowicz (1971)). Podpisał list pisarzy polskich na Obczyźnie, solidaryzujących się z sygnatariuszami protestu przeciwko zmianom w Konstytucji Polskiej Rzeczypospolitej Ludowej (List 59).
Był laureatem nagrody Związku Pisarzy Polskich na Obczyźnie dla krytyka literackiego (1957) oraz nagrody Fundacji Alfreda Jurzykowskiego (1971). 8 listopada 1977 pośmiertnie został odznaczony przez Prezydenta RP na Uchodźstwie Krzyżem Komandorskim Orderu Odrodzenia Polski (3 maja 1977).
Mieczysław Grydzewski był jego bliskim przyjacielem, mieszkał w domu Stefanii i Adama Kossowskich przez okres swojego pobytu na emigracji w Wielkiej Brytanii.